# 20th Century Boys 1: Beginning of the End
20th Century Boys 1: Beginning of the End (２０世紀少年 第1章 終わりの始まり?, 20 seiki shōnen: Dai 1 shō - Owari no hajimari) è un film del 2008 diretto da Yukihiko Tsutsumi.
La pellicola rappresenta la prima parte di una trilogia, versione live action della serie manga seinen intitolata 20th Century Boys e ideata da Naoki Urasawa.

## Trama
Durante l'estate 1969 lo studente delle elementari Kenji costruisce, assieme agli amici, un nascondiglio segreto su di un terreno abbandonato. Una delle loro prime attività è quella di stilare il "libro delle profezie"; in esso, i bambini s'inventano una storia in cui devono combattere contro dei malvagi che vogliono conquistare il mondo.
Nel 1997 Kenji è padrone di un negozio, un minimarket a conduzione familiare; abbandonato il suo sogno giovanile di diventare rock star, sembra aver accettato di vivere invece un'esistenza del tutto normale. Si trova anche a dover accudire la nipote Kanno, figlia della sorella Kiriko morta prematuramente.
Il tran tran quotidiano e più che mai noioso della sua vita viene però interrotto quando uno dei suoi antichi compagni di scuola, Donkey, muore in una maniera del tutto sconosciuta: subito dopo una famiglia vicina di casa di Kenji scompare.
Cominciano un po' alla volta a verificarsi tutta una strana serie di fatti, che riproducono con esattezza ciò che era già stato scritto dai ragazzini nel loro libro delle profezie. Kenji e gli ex compagni di classe rimangono sconvolti nel constatare che si sta realizzando quel che avevano immaginato a suo tempo.
La conclusione del libro della profezia era l'avvento del giorno del giudizio, il giorno destinato a far scomparire l'intera razza umana dalla faccia della terra, il 31 dicembre dell'anno 2000. Vengono inoltre a conoscenza di un culto misterioso comandato da un fantomatico "Amico".
Siccome in pochi erano a conoscenza del libro delle profezie, colui che le sta mettendo in pratica non può altri che essere qualcuno dei loro vecchi compagni di classe. Kenji e gli altri provano a fare qualcosa nel tentativo di salvare l'umanità dalla catastrofe.